# Église Notre-Dame de Bringolo
Pour les articles homonymes, voir Église Notre-Dame.
L'église Notre-Dame est un édifice catholique situé à Bringolo, en France.

## Localisation
L'église est située sur le territoire de la commune de Bringolo dans le département des Côtes-d'Armor, dans la région Bretagne. La mairie lui fait face.

## Description
L'église, qui s'élève au sein du cimetière enclos par un muret, pour partie en bordure de la voirie publique, se caractérise par un clocher-mur en pignon, portant trois cloches auxquelles on accède par une tour d'escalier en pierre.

## Histoire
Le porche sud et le bras sud remontent à la seconde moitié du XVIe siècle. L'inscription « 1727 » marque l'année de l'élévation ouest. En 1890, le reste de l'édifice est refait par Théodore Maignan qui s'est intéressé à l'église Saint-Samson de Lanvollon en 1870 et à la basilique Notre-Dame-de-Délivrance de Quintin en tant qu'architecte diocésain.
L'église est dévastée par un incendie le 8 avril 2024,.

## Protection
Le clocher est inscrit au titre des monuments historiques par arrêté du 22 décembre 1927.

## Galerie

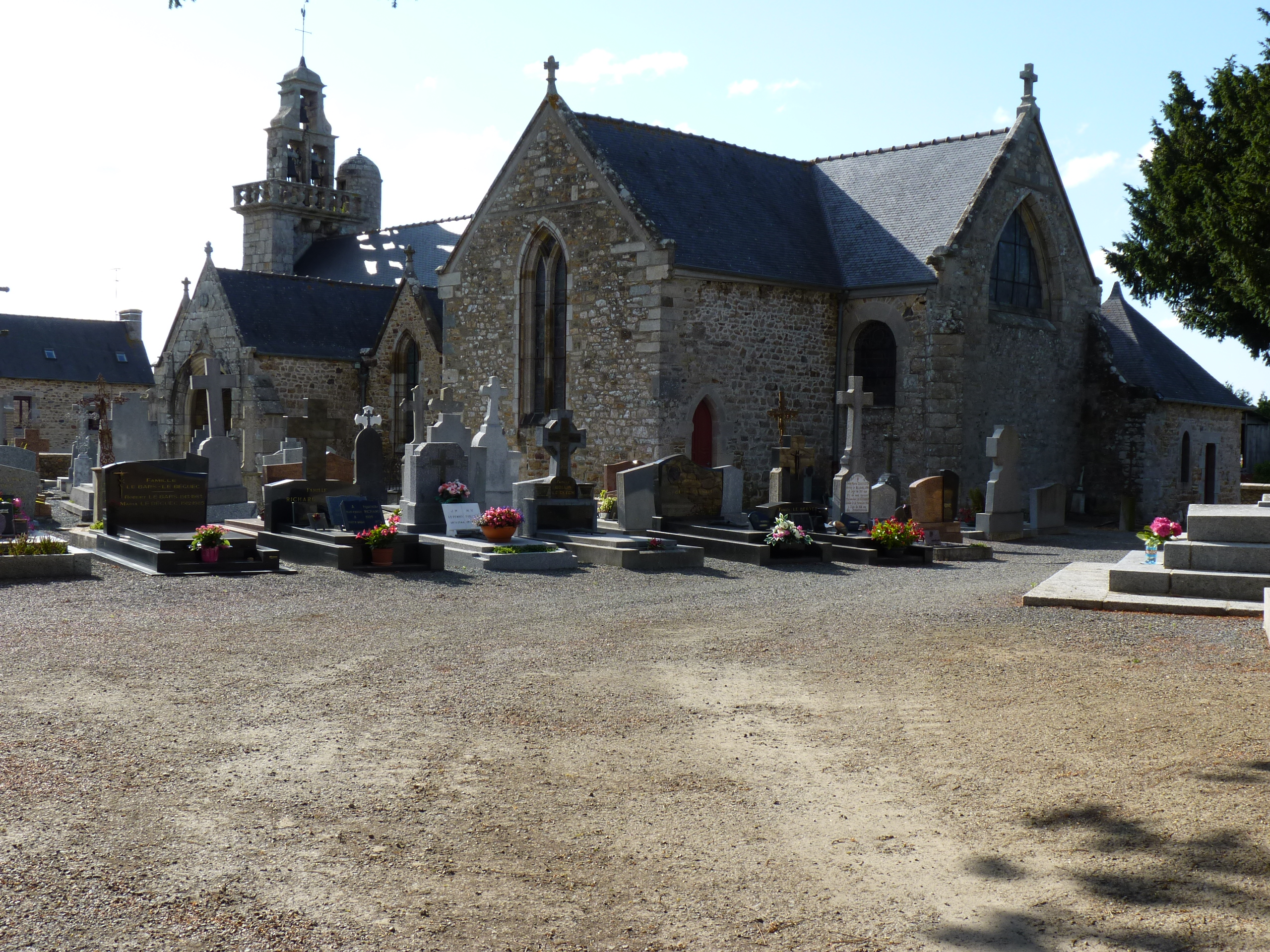
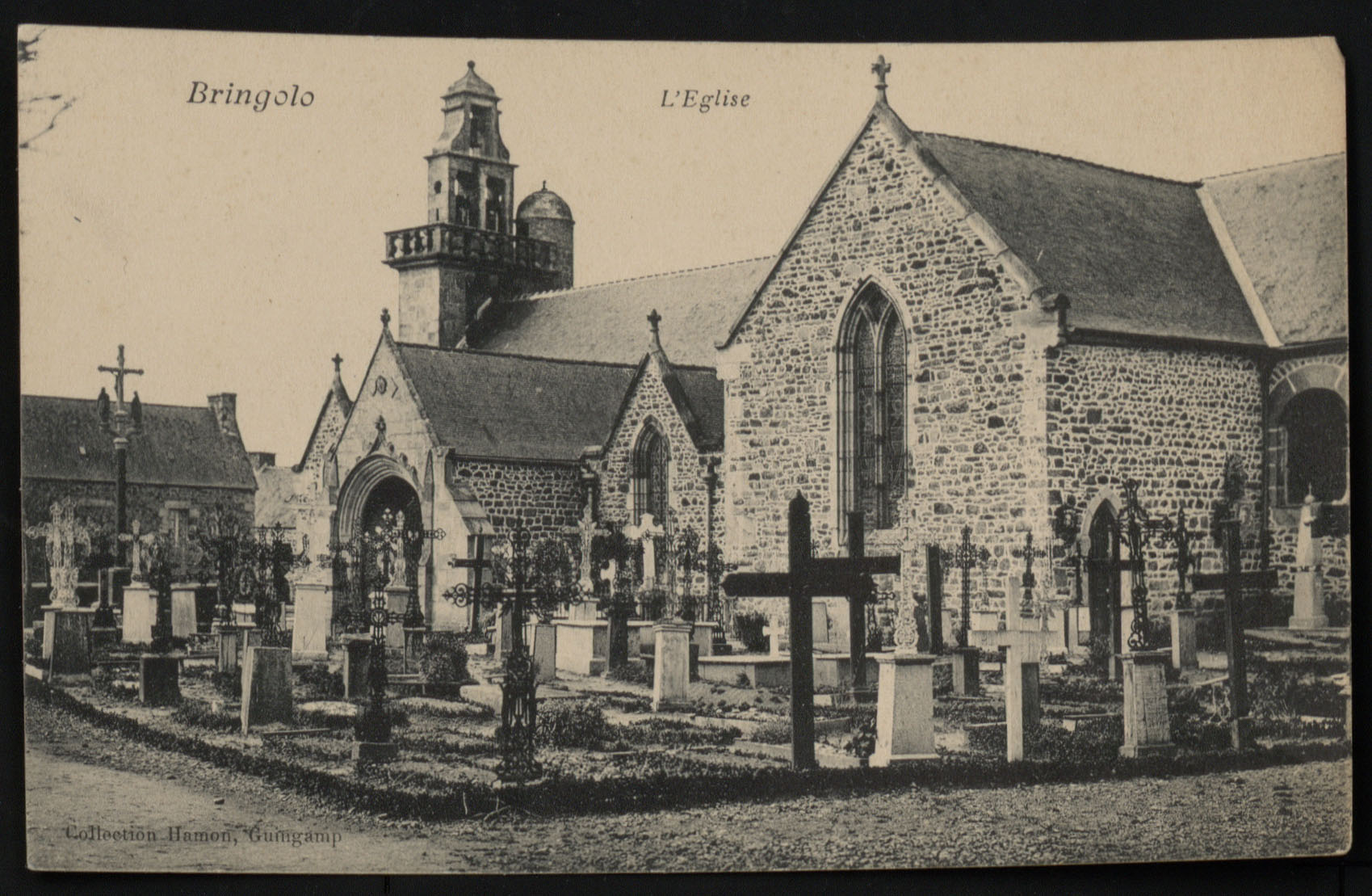
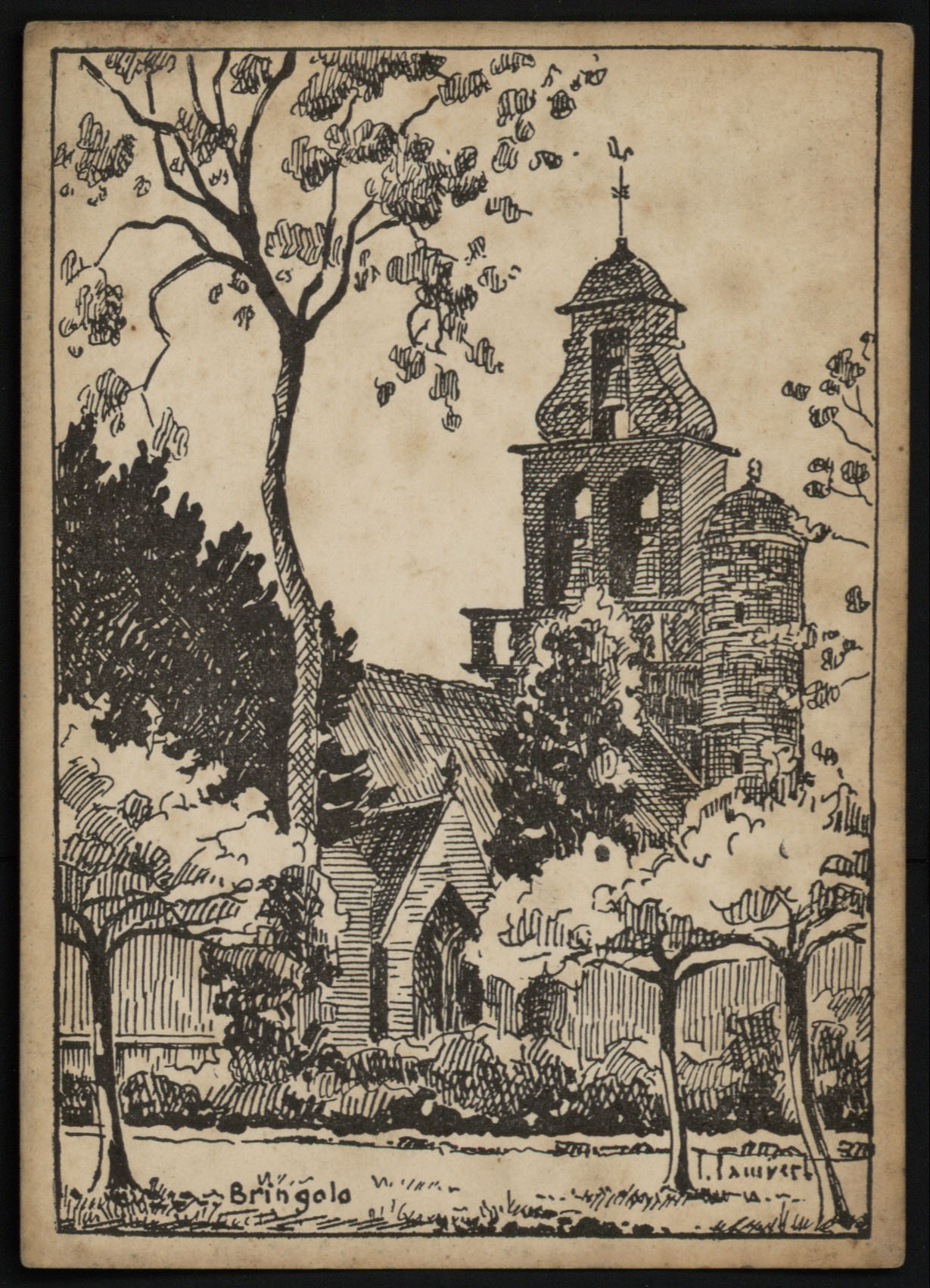